# Tuta-szar-libbisz
Tuta-szar-libbisz (akad. Tūta-šar-libbiš, w transliteracji z pisma klinowego zapisywane tu-tá-šar-li-bí-íš, tłum. „Ona znalazła króla swego serca”) – mezopotamska królowa, małżonka akadyjskiego króla Szar-kali-szarri (2217-2192 p.n.e.). Znane są gliniane odciski pieczęci trzech pozostających w jej służbie „zarządców dworu” (sum. šabra): Iszkun-Dagana, Iszar-beli i Dady. W inskrypcji tego ostatniego określana jest dodatkowo mianem „ukochanej króla” (na-ra-ma-at lugal).